# Aartsbisdom Grouard-McLennan
Het aartsbisdom Grouard-McLennan (Latijn: Archidioecesis Gruardensis-McLennanpolitana) is een rooms-katholiek aartsbisdom met als zetel McLennan, in Canada. De aartsbisschop van Grouard-McLennan is metropoliet van de kerkprovincie Grouard-McLennan, waartoe ook de volgende suffragane bisdommen behoren:
- Mackenzie-Fort Smith
- Whitehorse

## Geschiedenis
Het aartsbisdom werd opgericht op 8 april 1862, als het apostolisch vicariaat Athabaska Mackenzie, uit delen van het bisdom Saint-Boniface, en was suffragaan aan het aartsbisdom Quebec. Op 22 september 1871 veranderde het van kerkprovincie en werd suffragaan aan het nieuw verheven aartsbisdom Saint-Boniface. Op 3 juli 1901 werd het apostolisch vicariaat hernoemd naar apostolisch vicariaat Athabaska en splitste het apostolisch vicariaat Mackenzie zich af. op 15 maart 1927 werd het opnieuw hernoemd naar apostolisch vicariaat Grouard. De plaats Grouard was vernoemd naar bisschop Pierre-Émile-Jean-Baptiste-Marie Grouard die in 1920 zijn zetel naar de relatief nieuwe plaats verhuisde. Nadat een spoorlijn niet langs Grouard ging, maar via de andere kant van het meer waar de stad aan lag, verhuisde ongeveer de helft van de bevolking naar een plaats die wel aan het spoor lag en verloor Grouard haar relevantie. De bisschopszetel werd verplaatst naar McLennan en toen het op 13 juli 1967 werd verheven tot metropolitaan aartsbisdom kreeg het de naam Grouard-McLennan. 

## Parochies
Het aartsbisdom had in 2021 een oppervlakte van 224.596 km2 en telde 175.267 inwoners waarvan 38,1% rooms-katholiek was.

## Ordinarii

### Bisschoppen
- Henri Joseph Faraud (16 mei 1863 - 26 september 1890)
  - Isidore Clut (hulpbisschop: 3 augustus 1864 - 9 juli 1903)
- Pierre-Émile-Jean-Baptiste-Marie Grouard (18 oktober 1890 - 18 april 1929)
  - Célestin-Henri Joussard (coadjutor: 11 mei 1909 - 18 april 1929)
- Joseph-Wilfrid Guy (19 december 1929 - 2 juni 1937)
- Ubald Langlois (30 maart 1938 - 18 september 1953)

### Aartsbisschoppen
- Henri Routhier (18 september 1953 - 21 november 1972; coadjutor sinds 15 juni 1945)
- Henri Légaré (21 november 1972 - 16 juli 1996)
- Henri Goudreault (16 juli 1996 - 23 juli 1998)
- Arthé Guimond (9 juni 2000 - 30 november 2006)
- Gérard Pettipas (30 november 2006 - heden)

## Galerij van afbeeldingen

Wapen van het aartsbisdom Grouard-McLennan
Kerkprovincie Grouard-McLennan op een kaart van de Canadese bisdommen

Grouard-McLennan (aartsbisdom) · Mackenzie-Fort Smith · Whitehorse